# 남포경기장
남포경기장(南浦競技場)은 남포시에 위치한 경기장이다. 일반적으로 대부분 축구시합용 경기장으로 이용되고 있다. 1973년에 개장되어서 매년 3만명의 인원을 수용하고 있다.